# Critics' Choice Super Awards 2021
O 1º Critics 'Choice Super Awards ou Critics 'Choice Super Awards 2021, apresentado pela Critics Choice Association, homenageou os mais populares filmes e séries de 2020. A premiação foi realizada em 10 de janeiro de 2021 e foi transmitida pela The CW nos Estados Unidos e na TNT no Brasil.
Os indicados foram anunciados em 19 de novembro de 2020. A cerimônia foi realizada virtualmente e obedeceu às normas de distanciamento social, devido à pandemia de  COVID-19.

## Vencedores e indicados

### Filmes
| Melhor Filme de Ação - Destacamento Blood (Netflix) - Bad Boys para Sempre (Sony) - Resgate (Netflix) - Greyhound (Apple TV+) - A Caçada (Universal) - Mulan (Disney+) - The Outpost (Millennium Media) - Tenet (Warner Bros) | Melhor Filme de Animação - Soul (Disney+) - Dois Irmãos: Uma Jornada Fantástica (Disney) - A Caminho da Lua (Netflix) - Shaun, o Carneiro, o Filme: A Fazenda Contra-Ataca (Netflix) - Os Irmãos Willoughbys (Netflix) - Wolfwalkers (Apple TV+) |
| Melhor Filme de Terror - O Homem Invisível (Universal) - Freaky (Universal) - Relíquia Macabra (IFC Films) - Vigiados (IFC Films) - Sputnik (Sony Pictures) | Melhor Filme de Ficção Cientifica/Fantasia - Palm Springs (Hulu) - Love and Monsters (Paramount) - Possessor (Neon and Elevation Pictures) - Synchronic (Well Go USA) - The Vast of Night (Amazon Studios) |
| Melhor Filme de Super-Heróis - The Old Guard (Netflix) - Aves de Rapina: Arlequina e Sua Emancipação Fantabulosa (Warner Bros.) - Sociedade Secreta dos Segundos Filhos Reais (Disney+) - Sonic - O Filme (Paramount) - Superman: Man of Tomorrow (Warner Bros. Animation) | Melhor Vilão em um Filme - Jim Carrey – Sonic the Hedgehog como Dr. Robotnik (Paramount) - Kathryn Newton – Freaky como Millie Kessler (Universal) - Martin Short e Jane Krakowski – The Willoughbys como Walter Willowghby and Helga Willoughby (Netflix) - J. K. Simmons – Palm Springs como Roy Schlieffen (Hulu) - Hilary Swank – The Hunt como Athena Stone (Universal)                                                                    |
| Melhor Ator em Filme de Ação - Delroy Lindo – Da 5 Bloods como Paul (Netflix) - Tom Hanks – Greyhound como Comandante Ernest Krause (Apple TV+) - Chris Hemsworth – Extraction como Tyler Rake (Netflix) - Caleb Landry Jones – The Outpost como Especialista Ty Michael Carter (Millennium Media) - Will Smith – Bad Boys for Life como Detetive Lieutenant Michael Eugene "Mike" Lowrey (Sony) - John David Washington – Tenet como O Protagonista (Warner Bros.) | Melhor Atriz em Filme de Ação - Betty Gilpin – The Hunt como Crystal Creasey (Universal) - Liu Yifei – Mulan como Mulan (Disney+) - Blake Lively – The Rhythm Section como Stephanie Patrick (Paramount) - Iliza Shlesinger – Spenser Confidential como Cissy Davis (Netflix) - Hilary Swank – The Hunt como Athena Stone (Universal) |
| Melhor Ator de Voz em Filme de Animação - Jamie Foxx – Soul como Joe Gardner (Disney+) - Will Forte – The Willoughbys como Tim Willoughby (Netflix) - Tom Holland – Onward como Ian Lightfoot (Disney+) - John Krasinski – Animal Crackers como Owen Huntington (Netflix) - Chris Pratt – Onward como Barley Lightfoot (Disney+) - Sam Rockwell – The One and Only Ivan como Ivan (Disney+)                                                                         | Melhor Atriz de Voz em Filme de Animação - Tina Fey – Soul como 22 (Disney+) - Honor Kneafsey – Wolfwalkers como Robyn Goodfellowe (Apple TV+) - Maya Rudolph – The Willoughbys como Linda a.k.a. The Nanny (Netflix) - Phillipa Soo – Over the Moon como Chang'e (Netflix) - Octavia Spencer – Onward como "Corey" The Manticore (Disney+) - Eva Whittaker – Wolfwalkers como Mebh Óg MacTíre (Apple TV+)                                      |
| Melhor Ator em Filme de Terror - Vince Vaughn – Freaky como The Blissfield Butcher (Universal) - Sope Dirisu – His House como Bol (Netflix) - Pyotr Fyodorov – Sputnik como Colonel Semiradov (Sony Pictures) - Michiel Huisman – The Other Lamb como Shepherd (IFC Films) - Dan Stevens – The Rental como Charlie (IFC Films) | Melhor Atriz em Filme de Terror - Elisabeth Moss – The Invisible Man como Cecilia Kass (Universal) - Haley Bennett – Swallow como Hunter Conrad (IFC Films) - Angela Bettis – 12 Hour Shift como Mandy (Magnet Releasing) - Kathryn Newton – Freaky como Millie Kessler (Universal) - Sheila Vand – The Rental como Mina (IFC Films) |
| Melhor Ator em Filme de Ficção Cientifica/Fantasia - Andy Samberg – Palm Springs como Nyles (Hulu) - Christopher Abbott – Possessor como Colin Tate (Neon and Elevation Pictures) - Jake Horowitz – The Vast of Night como Everett Sloan (Amazon Studios) - Anthony Mackie – Synchronic como Steve Denube (Well Go USA) - J. K. Simmons – Palm Springs como Roy Schlieffen (Hulu)                                                                                   | Melhor Atriz em Filme de Ficção Cientifica/Fantasia - Cristin Milioti – Palm Springs como Sarah Wilder (Hulu) - Ally Ioannides – Synchronic (Well Go USA) - Katherine Langford – Spontaneous como Mara Carlyle (Paramount) - Sierra McCormick – The Vast of Night como Fay Crocker (Amazon Studios) - Andrea Riseborough – Possessor como Tasya Vos (Neon and Elevation Pictures)                                                               |
| Melhor Ator em Filme de Super-Heróis - Ewan McGregor – Birds of Prey como Roman Sionis/Máscara Negra (Warner Bros.) - Skylar Astin – Secret Society of Second-Born Royals como Professor James Borrow (Disney+) - Jim Carrey – Sonic the Hedgehog como Dr. Robotnik (Paramount) - Chiwetel Ejiofor – The Old Guard como James Copley (Netflix) - Ben Schwartz – Sonic the Hedgehog como Sonic (Paramount)                                                           | Melhor Atriz em Filme de Super-Heróis - Margot Robbie – Birds of Prey como Harleen Quinzel/Harley Quinn (Warner Bros.) - KiKi Layne – The Old Guard como Nile Freeman (Netflix) - Peyton Elizabeth Lee – Secret Society of Second-Born Royals como Princess "Sam" Samantha (Disney+) - Jurnee Smollett – Birds of Prey como Dinah Lance/Black Canary (Warner Bros.) - Charlize Theron – The Old Guard como Andy/Andromache of Scythia (Netflix) |

### Televisão
| Melhor Série de Ação - Vikings (History) - 9-1-1 (Fox) - Hanna (Amazon) - Hunters (Amazon) - S.W.A.T. (CBS) - Warrior (Cinemax) | Melhor Série de Animação - BoJack Horseman (Netflix) - Archer (FXX) - Big Mouth (Netflix) - Central Park (Apple TV+) - Harley Quinn (HBO Max) - Rick and Morty (Adult Swim) - Star Trek: Lower Decks (CBS All Access) |
| Melhor Série de Terror - Lovecraft Country (HBO) - Evil (CBS) - The Haunting of Bly Manor (Netflix) - The Outsider (HBO) - Supernatural (The CW) - The Walking Dead (AMC) | Melhor Série de Ficção Cientifica/Fantasia - The Mandalorian (Disney+) - Outlander (Starz) - Raised by Wolves (HBO Max) - Star Trek: Discovery (CBS All Access) - Star Trek: Picard (CBS All Access) - Upload (Amazon) - What We Do in the Shadows (FX) |
| Melhor Série de Super-Heróis - The Boys (Amazon) - Legends of Tomorrow (The CW) - Doom Patrol (DC Universe e HBO Max) - The Flash (The CW) - Lucifer (Netflix) - The Umbrella Academy (Netflix) | Melhor Vilão em Série - Antony Starr – The Boys como John/Capitão Pátria (Amazon) - Tom Ellis – Lucifer como Michael Demiurgos (Netflix) - Abbey Lee – Lovecraft Country como Christina Braithwhite (HBO) - Samantha Morton – The Walking Dead como Alpha (AMC) - Sarah Paulson – Ratched como Enfermeira Mildred Ratched (Netflix) - Finn Wittrock – Ratched como Edmund Tolleson (Netflix) |
| Melhor Ator em Série de Ação - Daveed Diggs – Snowpiercer como Andre Layton (TNT) - Andrew Koji – Warrior como Ah Sahm (Cinemax) - Logan Lerman – Hunters como Jonah Heidelbaum (Amazon) - Alexander Ludwig – Vikings como Bjorn Ironside (History) - Shemar Moore – S.W.A.T. como Sargento II Daniel "Hondo" Harrelson Jr. (CBS) - Al Pacino – Hunters como Meyer Offerman (Amazon) | Melhor Atriz em Série de Ação - Angela Bassett – 9-1-1 como Athena Carter Grant Nash (Fox) - Jennifer Connelly – Snowpiercer como Melanie Cavill (TNT) - Esme Creed-Miles – Hanna como Hanna (Amazon) - Mireille Enos – Hanna como Marissa Wiegler (Amazon) - Katheryn Winnick – Vikings como Lagertha (History) - Alison Wright – Snowpiercer como Ruth Wardell (TNT) |
| Melhor Ator de Voz em Série de Animação - Will Arnett – BoJack Horseman como BoJack Horseman (Netflix) - H. Jon Benjamin – Archer como Sterling Archer (FXX) - Nick Kroll – Big Mouth como Nick Birch/vários personagens (Netflix) - John Mulaney – Big Mouth como Andrew Glouberman (Netflix) - Jack Quaid – Star Trek: Lower Decks como Bradward "Brad" Boimler (CBS All Access) - Justin Roiland – Rick and Morty como Rick Sanchez e Morty Smith (Adult Swim) - J. B. Smoove – Harley Quinn como Frank the Plant (HBO Max) | Melhor Atriz de Voz em Série de Animação - Kaley Cuoco – Harley Quinn como Harley Quinn (HBO Max) - Tawny Newsome – Star Trek: Lower Decks como Beckett Mariner (CBS All Access) - Maya Rudolph – Big Mouth como Connie the Hormone Monstress (Netflix) - Amy Sedaris – BoJack Horseman como Princesa Carolyn (Netflix) - Aisha Tyler – Archer como Lana Kane (FXX) - Jessica Walter – Archer como Malory Archer (FXX)                                                                                                  |
| Melhor Ator em Série de Terror - Jensen Ackles – Supernatural como Dean Winchester (The CW) - Mike Colter – Evil como David Acosta (CBS) - Michael Emerson – Evil como Dr. Leland Townsend (CBS) - Jonathan Majors – Lovecraft Country como Atticus "Tic" Freeman (HBO) - Ben Mendelsohn – The Outsider como Ralph Anderson (HBO) - Jared Padalecki – Supernatural como Sam Winchester (The CW) - Michael K. Williams – Lovecraft Country como Montrose Freeman (HBO)                                                          | Melhor Atriz em Série de Terror - Jurnee Smollett – Lovecraft Country como Letitia "Leti" Lewis (HBO) - Natalie Dormer – Penny Dreadful: City of Angels como Magda (Showtime) - Cynthia Erivo – The Outsider' como Holly Gibney (HBO) - Katja Herbers – Evil como Dr. Kristen Bouchard (CBS) - T'Nia Miller – The Haunting of Bly Manor como Hannah Grosse (Netflix) - Wunmi Mosaku – Lovecraft Country como Ruby Baptiste (HBO) - Victoria Pedretti – The Haunting of Bly Manor como Danielle "Dani" Clayton (Netflix) |
| Melhor Ator em Série de Ficção Cientifica/Fantasia - Patrick Stewart – Star Trek: Picard como Jean-Luc Picard (CBS All Access) - Robbie Amell – Upload como Nathan Brown (Amazon) - Travis Fimmel – Raised by Wolves como Marcus/Caleb (HBO Max) - Sam Heughan – Outlander como James "Jamie" Fraser (Starz) - Kayvan Novak – What We Do in the Shadows como Nandor the Relentless (FX) - Pedro Pascal – The Mandalorian como O Mandaloriano/Din Djarin (Disney+) - Nick Offerman – Devs como Forest (FX on Hulu)              | Melhor Atriz em Série de Ficção Cientifica/Fantasia - Natasia Demetriou – What We Do in the Shadows como Nadja (FX) - Caitriona Balfe – Outlander como Claire Fraser (Starz) - Amanda Collin – Raised by Wolves como Mother/Lamia (HBO Max) - Sonequa Martin-Green – Star Trek: Discovery como Michael Burnham (CBS All Access) - Thandie Newton – Westworld como Maeve Millay (HBO) - Hilary Swank – Away como Emma Green (Netflix) - Jodie Whittaker – Doctor Who como Décima terceira Doutora (BBC America)          |
| Melhor Ator em Série de Super-Heróis - Antony Starr – The Boys como John/Capitão Pátria (Amazon) - Jon Cryer – Supergirl como Lex Luthor (The CW) - Tom Ellis – Lucifer como Lucifer Morningstar (Netflix) - Grant Gustin – The Flash como Barry Allen/Flash (The CW) - Karl Urban – The Boys como William "Billy" Butcher (Amazon) - Cress Williams – Black Lightning como Jefferson Pierce/Raio Negro (The CW) | Melhor Atriz em Série de Super-Heróis - Aya Cash – The Boys como Klara Risinger/Liberty/Stormfront (Amazon) - Melissa Benoist – Supergirl como Kara Danvers/Kara Zor-El/Supergirl (The CW) - Diane Guerrero – Doom Patrol como "Crazy" Jane (DC Universe e HBO Max) - Elizabeth Marvel – Helstrom como Victoria Helstrom/Mother/Lily/Kthara (Hulu) - Lili Reinhart – Riverdale como Betty Cooper (The CW) - Cobie Smulders – Stumptown como Dexadrine "Dex" Parios (ABC)                                                |

### Legacy Award
Star Trek

## Mais indicados

### Filmes
| Filme                                                   | Estúdio               | Indicações |
| ------------------------------------------------------- | --------------------- | ---------- |
| Palm Springs                                            | Hulu                  | 5          |
| Aves de Rapina: Arlequina e Sua Emancipação Fantabulosa | Warner Bros. Pictures | 4          |
| Freaky                                                  | Universal Pictures    | 4          |
| A Caçada                                                | Universal Pictures    | 4          |
| The Old Guard                                           | Netflix               | 4          |
| Dois Irmãos: Uma Jornada Fantástica                     | Pixar                 | 4          |
| Sonic - O Filme                                         | Paramount             | 4          |
| Os Irmãos Willoughbys                                   | Netflix               | 4          |
| Possuidor                                               | Neon                  | 3          |
| The Rental                                              | IFC Films             | 3          |
| Sociedade Secreta dos Segundos Filhos Reais             | Disney+               | 3          |
| Soul                                                    | Disney+               | 3          |
| Synchronic                                              | Well Go USA           | 3          |
| The Vast of Night                                       | Amazon Prime Video    | 3          |
| Wolfwalkers                                             | Apple TV+             | 3          |
| Bad Boys para Sempre                                    | Sony Pictures         | 2          |
| Destacamento Blood                                      | Netflix               | 2          |
| Resgate                                                 | Netflix               | 2          |
| Greyhound                                               | Apple TV+             | 2          |
| O Homem Invisível                                       | Universal Pictures    | 2          |
| Mulan                                                   | Disney+               | 2          |
| The Outpost                                             | Screen Media Films    | 2          |
| A Caminho da Lua                                        | Netflix               | 2          |
| Sputnik                                                 | IFC Films             | 2          |
| Tenet                                                   | Warner Bros.          | 2          |

### Televisão
| Séries                    | Canal              | Indicações |
| ------------------------- | ------------------ | ---------- |
| Lovecraft Country         | HBO                | 6          |
| The Boys                  | Amazon Prime Video | 5          |
| Archer                    | FXX                | 4          |
| Big Mouth                 | Netflix            | 4          |
| Evil                      | CBS                | 4          |
| BoJack Horseman           | Netflix            | 3          |
| Hanna                     | Prime Video        | 3          |
| Harley Quinn              | HBO Max            | 3          |
| The Haunting of Bly Manor | Netflix            | 3          |
| Hunters                   | Prime Video        | 3          |
| Lúcifer                   | Netflix            | 3          |
| Outlander                 | Starz              | 3          |
| The Outsider              | HBO                | 3          |
| Raised by Wolves          | HBO Max            | 3          |
| Snowpiercer               | TNT                | 3          |
| Star Trek: Lower Decks    | CBS All Access     | 3          |
| Sobrenatural              | The CW             | 3          |
| Vikings                   | History            | 3          |
| What We Do in the Shadows | FX                 | 3          |
| 9-1-1                     | Fox                | 2          |
| Doom Patrol               | HBO Max            | 2          |
| The Flash                 | The CW             | 2          |
| The Mandalorian           | Disney +           | 2          |
| Ratched                   | Netflix            | 2          |
| Rick e Morty              | Adult Swim         | 2          |
| S.W.A.T.                  | CBS                | 2          |
| Star Trek: Discovery      | CBS All Access     | 2          |
| Star Trek: Picard         | CBS All Access     | 2          |
| Supergirl                 | The CW             | 2          |
| Upload                    | Prime Video        | 2          |
| The Walking Dead          | AMC                | 2          |
| Warrior                   | Cinemax            | 2          |

## Maiores vencedores

### Filmes
| Filme             | Estúdio               | Nº de Vitórias |
| ----------------- | --------------------- | -------------- |
| Palm Springs      | Hulu                  | 3              |
| Soul              | Disney +              | 3              |
| Aves de Rapina    | Warner Bros. Pictures | 2              |
| Da 5 Bloods       | Netflix               | 2              |
| O Homem Invisível | Universal Pictures    | 2              |

### Televisão
| Series            | Canal              | Nº de Vitórias |
| ----------------- | ------------------ | -------------- |
| The Boys          | Amazon Prime Video | 4              |
| BoJack Horseman   | Netflix            | 2              |
| Lovecraft Country | HBO                | 2              |